# Club de Gimnasia y Esgrima La Plata (rugby)
Club de Gimnasia y Esgrima La Plata sección rugby fue un equipo argentino, de la provincia de Buenos Aires que participó entre 1924 y 1934 de los torneos organizados por la Unión Argentina de Rugby. Es considerado el Club impulsor del Rugby en la ciudad de La Plata.

## Historia

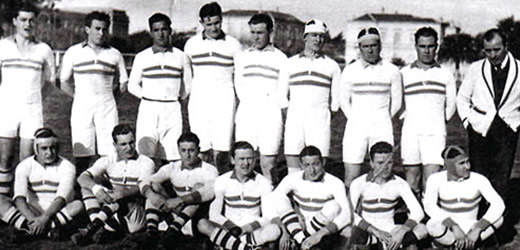
Primer equipo de Rugby del Club.

A pesar de jugarse durante pocos años en el club Gimnasia logró ascender desde la tercera a la primera categoría con altos rendimientos y buenos resultados. Fue el expresidente del Club 1928-1929, Dr. Rodolfo Rivarola, uno de los iniciadores del Rugby en la ciudad de La Plata.
Un grupo de remeros del Club Regatas ante la necesidad de practicar un deporte colectivo en invierno llevan la iniciativa a Gimnasia. Se tomó contacto con gente del Club CASI. 
A mediados de 1924 Gimnasia se afilió a "The River Plate Rugby Union", presentado por el CASI y por GEBA, y el 19 de noviembre, en la inauguración del Estadio Juan Carmelo Zerillo jugó su primer partido siendo su contrincante el club C.A.S.I., como previo del partido de fútbol ante Peñarol.
El club comenzó su participación en la tercera división y su primer partido lo disputó ante su homónimo de Capital Federal, el 21 de junio de 1925, con una derrota de 34:0.
El estadio del Bosque fue la primera cancha utilizada por los rugbiers del club, entre 1925 y 1927, dado el incremento de la cantidad de partidos de fútbol y rugby se preparó una cancha en las inmediaciones. 
En 1929 el club obtiene el ascenso a la segunda división (28 partidos jugados, 27 ganados y un empate), tres años después lograría el ascenso a primera división, invicto y con tan solo un try en contra.
A finales de 1932 el fútbol se profesionaliza; la Unión Argentina de Rugby (UAR) disponía en sus estatutos que “el rugby debía practicarse en donde no haya deportes influenciados por el profesionalismo”, es así que la representación mens sana comenzó a figurar con el nombre de Gimnasia y Esgrima La Plata Rugby Club. Pero en 1934 la UAR lanza un ultimátum y nace así La Plata Rugby Club.

## Títulos
Campeón de tercera división 1929
Campeón de segunda división 1932